# 히메카와역 (니가타현)
히메카와역(일본어: 姫川駅)은 일본 니가타현 이토이가와시에 위치한 서일본 여객철도 오이토 선의 철도역이다. 단선 승강장 1면 1선의 구조를 갖춘 지상역이다.

## 이용 현황
| 승차 인원 추이 | 승차 인원 추이 |
| 연도           | 1일 평균       |
| -------------- | -------------- |
| 2004           | 10             |
| 2005           | 9              |
| 2006           | 6              |
| 2007           | 6              |
| 2008           | 5              |
| 2009           | 5              |
| 2010           | 4              |
| 2011           | 4              |
| 2012           | 3              |
| 2013           | 2              |
| 2014           | 2              |
| 2015           | 5              |

## 역 주변
- 히메 강
- 미야마 공원

## 역사
- 1986년 11월 1일 : 국철 오이토 선의 구비키오노 역 - 이토이가와 역 간에 신설 개업. 여객 영업만.
- 1987년 4월 1일 : 일본국유철도 분할 민영화에 의해, 서일본 여객철도가 승계.
- 2014년
  - 11월 22일 : 나가노 현 가미시로 단층 지진에 의해, 시나노오마치 역 - 이토이가와 역 간의 통제에 의해 영업 중지.
  - 11월 23일 : 히라이와 역 - 이토이가와 역 복구에 의해 영업 재개.

## 인접 역
| 서일본 여객철도 오이토 선               | 서일본 여객철도 오이토 선 | 서일본 여객철도 오이토 선  |
| --------------------------------------- | ------------------------- | -------------------------- |
| 구비키오노 미나미오타리 · 마쓰모토 방면 | ■ 오이토 선               | 이토이가와 이토이가와 방면 |